# Нова Весь (Ілавський повіт)
Нова Весь (пол. Nowa Wieś, нім. Neudorf) — село в Польщі, у гміні Ілава Ілавського повіту Вармінсько-Мазурського воєводства.
Населення — 879 осіб (2011).
У 1975-1998 роках село належало до Ольштинського воєводства.

## Демографія
Демографічна структура станом на 31 березня 2011 року:
|          | Загалом | Допрацездатний вік | Працездатний вік | Постпрацездатний вік |
| -------- | ------- | ------------------ | ---------------- | -------------------- |
| Чоловіки | 457     | 112                | 320              | 25                   |
| Жінки    | 422     | 98                 | 267              | 57                   |
| Разом    | 879     | 210                | 587              | 82                   |